# Булат Гурген Осипович
Гурге́н О́сипович Булат (1900 , Баку  — квітень 1949 , Сахалінська область ) — радянський партійний діяч, 1-й секретар Молдавського обласного комітету КП(б)У. Член ЦК КП(б)У (червень 1933 — січень 1937).

## Біографія
Народився 1900 року в родині робітника-нафтовика в місті Баку, тепер Азербайджан. У 1916 році закінчив два класи міської початкової школи в місті Баку. У лютому 1916 — березні 1918 року — миловар приватного миловарного заводу в Баку.
Член РКП(б) з квітня 1918 року.
У квітні 1918 — лютому 1919 року — начальник обозно-речових складів 34-ї стрілецької дивізії РСЧА в місті Астрахані. У лютому — вересні 1919 року — червоноармієць, політичний комісар ескадрону 7-ї кавалерійської дивізії РСЧА. У жовтні 1919 — червні 1920 року — підпільний партійний працівник, миловар приватних миловарних заводів у містах Баку і Тифлісі (Тбілісі).
У червні 1920 — травні 1921 року — начальник відділу політичної просвіти Бакинського повітового військкомату. У травні 1921 — липні 1922 року — начальник школи військових комісарів у місті Баку. У липні 1922 — березні 1923 року — військовий комісар Шемахинського повітового військкомату Азербайджанської РСР. У квітні — грудні 1923 року — комісар укріпленого району Кавказького корпусу в місті Шуша Нагірного Карабаху. У січні — травні 1924 року — начальник Сальянського повітового політбюро Надзвичайної комісії (ЧК) Азербайджанської РСР.
З 8 травня по червень 1924 року — відповідальний секретар Полтавського губернського комітету КП(б)У.
У червні 1924 — лютому 1925 року — заступник завідувача організаційно-розподільчого відділу Південно-Західного бюро ЦК РКП(б) в місті Ростові-на-Дону. У лютому 1925 — березні 1927 року — завідувач організаційного відділу Шахтинського окружного комітету ВКП(б) Північно-Кавказького краю. У березні — жовтні 1927 року — заступник завідувача організаційного відділу Північно-Кавказького крайового комітету ВКП(б) в місті Ростові-на-Дону.
У жовтні 1927 — вересні 1929 року — відповідальний секретар Чеченського обласного комітету ВКП(б). У вересні 1929 — грудні 1930 року — слухач курсів марксизму в Москві.
У грудні 1930 — грудні 1931 року — секретар Краснолуцького районного комітету КП(б)У на Донбасі. У грудні 1931 — березні 1932 року — заступник голови Центральної контрольної комісії — заступник народного комісара робітничо-селянської інспекції Української СРР.
У березні 1932 — квітні 1933 року — секретар Харківського обласного комітету КП(б)У.
У квітні 1933 — вересні 1935 року — 1-й секретар Молдавського обласного комітету КП(б)У.
У лютому 1936 — травні 1937 року — 1-й секретар Сталінського міського комітету ВКП(б) Західно-Сибірського краю. У травні 1937 — січні 1940 року — на лікуванні в Москві і Севастополі.
У січні 1940 — травні 1943 року — відповідальний інструктор, заступник начальника організаційно-інструкторського відділу Політичного управління Народного комісаріату морського флоту СРСР. У травні 1943 — березні 1944 року — помічник директора Московського заводоуправління об'єднання «Самтрест».
Потім — у Сахалінській області РРФСР, де й помер у квітні 1949 року.